# Puchar PZKosz mężczyzn
Puchar PZKosz mężczyzn – krajowe rozgrywki sportowe, prowadzone systemem pucharowym, organizowane w latach 2012–2017 przez Polski Związek Koszykówki dla polskich męskich klubów koszykarskich niższych klas rozgrywkowych – I, II i III ligi. Każda z edycji przeprowadzana była na początku sezonu, na przełomie listopada i grudnia danego roku.
Przez dwie edycje z rzędu – w sezonach 2009/10 i 2010/11 władze PZKosz postanowiły organizować rozgrywki Pucharu Polski mężczyzn nie w formule turnieju finałowego dla 4 drużyn najwyższego szczebla ligowego (Final Four), lecz kilkufazowych zmagań dla kilkudziesięciu zespołów, zarówno z Polskiej Ligi Koszykówki, jak i niższych klas. Cieszyły się one sporym zainteresowaniem przede wszystkim w mniejszych ośrodkach koszykarskich, bowiem po wielu latach przerwy drużyny I, II lub III ligi - w przypadku dobrej gry i awansów w początkowych rundach - miały realną szansę zagrania meczu przeciwko najlepszym ekipom w Polsce. W sezonie 2012 powrócono jednak przeprowadzania zmagań o krajowy puchar w formie 4-drużynowego turnieju Final Four. W zamian - dostrzegając potencjał w pucharowej rywalizacji wśród zespołów z niższych poziomów ligowych - postanowiono utworzyć dla nich nowe rozgrywki – Puchar PZKosz. W ich regulaminie zapisano obowiązkowy udział dla wszystkich drużyn z I i II ligi. Już od pierwszej edycji (2012) rozgrywki te były traktowane przez kluby mało poważnie. Wystawiały one zespoły rezerw lub juniorskie, by jak najszybciej odpaść. Dla kibiców ranga zmagań była niewielka, organizacja spotkań i podróży na mecze wyjazdowe generowała zbędne koszty, a z uwagi na rozgrywanie pojedynków w dni powszednie wielu zawodników-amatorów miało problem z wzięciem urlopu u pracodawcy. Z upływem lat władze PZKosz złagodziły regulamin, wskazując udział w rozgrywkach jako dobrowolny. Spowodowało to masowe rezygnacje z wystawiania drużyn. W sezonie 2017 do rozgrywek nie przystąpiły aż 62 drużyny z I i II ligi, a zgłosiło się zaledwie 7. Łącznie do zmagań zgłoszono 14 zespołów, bowiem stawkę uzupełniono III-ligowcami. Po zakończeniu tej edycji podjęto decyzję o nieorganizowaniu kolejnych.

## Turnieje Final Four Pucharu PZKosz
Do uzupełnienia
* – oznacza, że 3 najlepsze drużyny awansowały do rozgrywek Pucharu Polski
| Sezon | Zwycięzca                         | Wynik | Finalista                          | 3. miejsce                       | Wynik | 4. miejsce                  | MVP                             | Źródło            |
| ----- | --------------------------------- | ----- | ---------------------------------- | -------------------------------- | ----- | --------------------------- | ------------------------------- | ----------------- |
| 2012  | Śląsk Wrocław                     | 83:70 | BM Węgiel Stal Ostrów Wielkopolski |                                  |       |                             | Marcin Kowalski (Śląsk)         | [ 2 ] [ 3 ] [ 4 ] |
| 2012* | PBS Bank Efir Energy Krosno       | 83:72 | AZS WSGK Kutno                     | Śląsk Wrocław                    | 86:63 | Siden Toruń                 |                                 | [ 5 ]             |
| 2013* | Polfarmex Kutno                   | 76:64 | MOSiR PBS Bank KHS Krosno          | BM Slam Stal Ostrów Wielkopolski | 62:56 | Spójnia Stargard            | Krzysztof Jakóbczyk (Polfarmex) | [ 6 ]             |
| 2014  | Górnik Wałbrzych                  | 91:62 | SKK Siedlce                        | UTH Rosa Radom                   |       | Polonia 1912 Leszno         | Piotr Niedźwiedzki (Górnik)     | [ 7 ]             |
| 2015  | Jamalex Polonia 1912 Leszno       | 72:64 | Decka Pelplin                      | AGH Kraków                       | 67:62 | Exact Systems Śląsk Wrocław |                                 | [ 8 ]             |
| 2016  | R8 Basket AZS Politechnika Kraków | 87:51 | Polkąty Maximus Kąty Wrocławskie   | Stomil Olsztyn                   | 68:58 | UKS Chromik Żary            | Jakub Załucki (R8 Basket)       | [ 9 ]             |
| 2017  | R8 Basket AZS Politechnika Kraków | 88:85 | UKS Chromik Żary                   | MKK Pyra Poznań                  | 84:81 | Hensfort Przemyśl           | Michael Hicks (R8 Basket)       | [ 10 ]            |

## Skład najlepszych zawodników turnieju
| 2014 - Rafał Niesobski (Górnik Wałbrzych) - Rafał Glapiński (Górnik Wałbrzych) - Łukasz Ratajczak (SKK Siedlce) - Filip Zegzuła (ACK Rosa Radom) - Jacek Łukomski (Polonia 1912 Leszno) | 2017 - Seid Hajrić (R8 Basket AZS Politechnika Kraków) - Marcin Malczyk (R8 Basket AZS Politechnika Kraków) - Łukasz Niesobski (Chromik Żary) - Mikołaj Walczak (MKK Pyra Poznań) - Szymon Jańczak (Hensfort Przemyśl) |

W 2015 r. zamiast MVP turnieju wybrano najlepszych zawodników poszczególnych drużyn Final Four:
- Jamalex Polonia 1912 – Stanferd Sanny
- Decka – Karol Dębski
- AGH – Maciej Maj
- Excat Systems Śląsk – Sebastian Bożenko

## Zwycięzcy konkursu rzutów za 3 punkty
- 2017 – Michael Hicks (R8 Basket AZS Politechnika Kraków)[10]